# Fleur de cactus (film, 1969)
Pour plus de détails, voir Fiche technique et Distribution.
Fleur de cactus (Cactus Flower) est un film américain de Gene Saks sorti en 1969. Il est adapté de la pièce éponyme de Pierre Barillet et Jean-Pierre Gredy.

## Synopsis
Un dentiste prétend être marié pour ne pas avoir à s'engager, mais un jour il tombe vraiment amoureux et demande à son assistante de se faire passer pour sa femme.

## Fiche technique
- Titre original : Cactus Flower
- Titre français : Fleur de cactus
- Réalisation : Gene Saks
- Scénario : I. A. L. Diamond d'après la pièce Fleur de cactus de Pierre Barillet et Jean-Pierre Gredy et son adaptation à Broadway d'Abe Burrows
- Décors : Robert Clatworthy, Edward G. Boyle
- Costumes : Moss Mabry, Guy C. Verhille
- Musique : Quincy Jones
- Chorégraphe : Miriam Nelson
- Photographie : Charles Lang
- Montage : Maury Winetrobe
- Production : M. J. Frankovich
- Sociétés de production : Columbia Pictures et Frankovich Productions
- Pays de production : américain
- Langue : anglais
- Format : couleur (Eastmancolor) - 35 mm - son mono
- Genre : Comédie romantique
- Durée : 103 minutes
- Dates de sortie : 
  - États-Unis : 16 décembre 1969
  - France : 19 décembre 1969
- Affiche : Georges Kerfyser (France)

## Distribution
- Walter Matthau (VF : Roger Carel) : Dr Julian Winston
- Ingrid Bergman (VF : Paula Dehelly) : Stephanie Dickinson
- Goldie Hawn (VF : Cécile Vassort) : Toni Simmons
- Jack Weston (VF : Jacques Dynam) : Harvey Greenfield
- Rick Lenz (en) (VF : Bernard Tiphaine) : Igor Sullivan
- Vito Scotti (VF : Gérard Hernandez) : Arturo Sánchez
- Irene Hervey (VF : Perrette Pradier) : Mme Durant
- Eve Bruce : Georgia
- Irwin Charone : le gérant du magasin de disques
- Matthew Saks : le neveu

## Accueil et réception critique
Le film a été un succès au box-office, devenant le neuvième film le plus rentable de 1969. 
Pour Tobias Dunschen de Critique Film, si les prémisses sont assez convenus et empruntent bon nombre de leurs idées au théâtre de boulevard, sous la « direction prudente » de Gene Saks et grâce aux interprétations magistrales de Goldie Hawn, Walter Matthau et surtout Ingrid Bergman, ce film ancré dans son époque « se mue progressivement en un divertissement aussi jubilatoire qu'irrésistible ».

## Distinctions

### Récompenses
- Oscars 1970 : Meilleure actrice dans un second rôle pour Goldie Hawn
- Golden Globes 1970 :  Meilleure actrice dans un second rôle pour Goldie Hawn

## Autour du film
- Fleur de cactus a fait l'objet d'un remake : Le Mytho (Just Go with It), réalisé par Dennis Dugan en 2010 avec Adam Sandler et Jennifer Aniston.